# Кнейдлах
Кнейдлах (идиш קניידלעך‎ мн. ч., ед. ч. קניידל кнейдл), также англ. matzah ball — блюдо еврейской (ашкеназской) кухни, напоминающее кнедлики, приготовленные из измельчённой мацы, взбитых яиц, воды и жира (растительное масло, маргарин или куриный жир).
Кнейдлах обычно подают в курином бульоне, они являются традиционным блюдом во время еврейского праздника Песах, хотя их не едят во время Песаха те, кто соблюдает запрет на замачивание продуктов из мацы.
Текстура шариков из мацы может быть лёгкой или плотной, в зависимости от рецепта. Кнейдлах, приготовленные по некоторым рецептам, плавают в супе; другие тонут.

## История

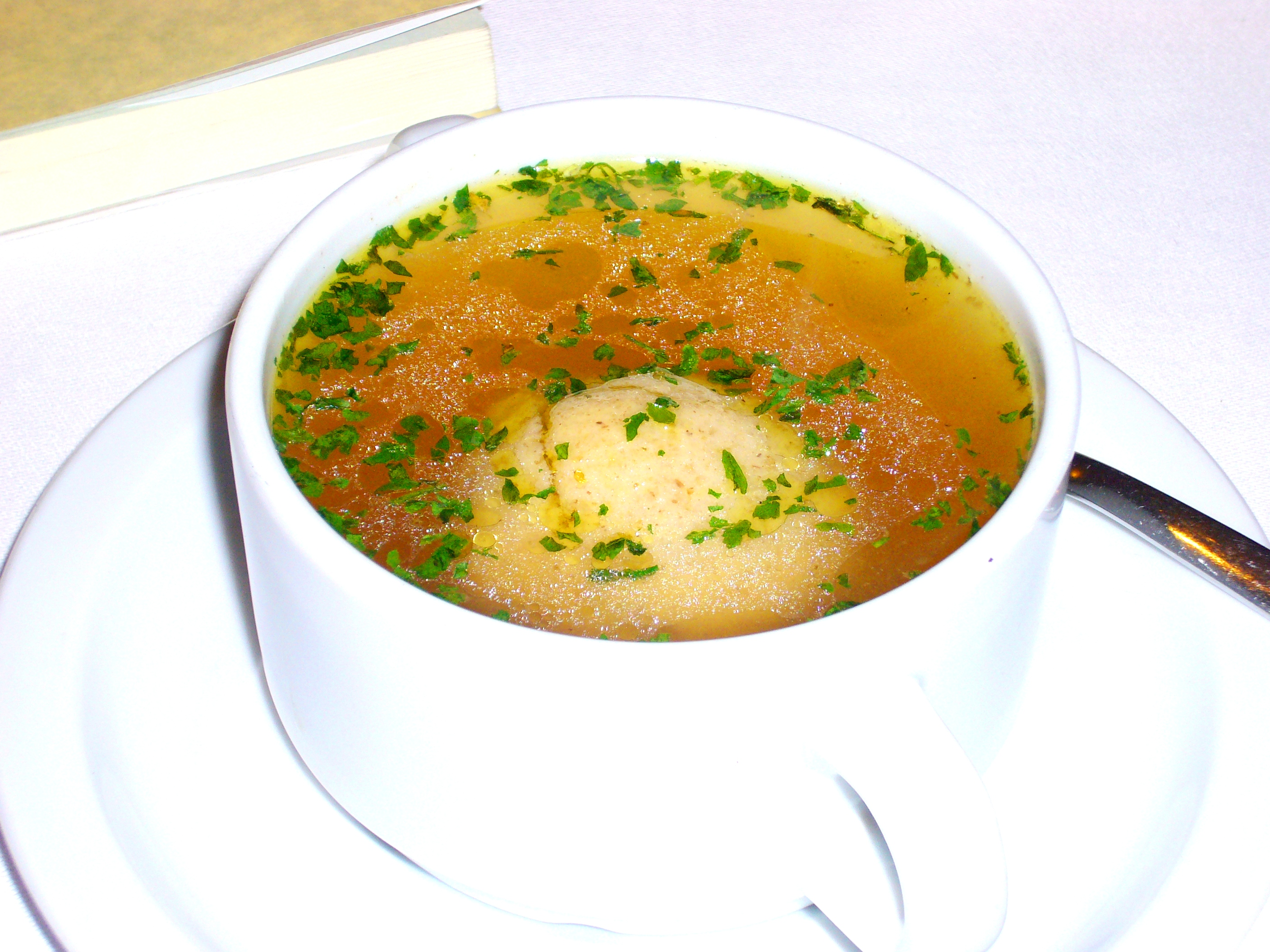

Точное происхождение кнейдлах и традиционного супа неизвестно. Некоторые историки утверждают, что большое количество муки из мацы производилось во время промышленной революции в XIX веке; другие полагают, что евреи использовали крошки, оставшиеся от выпечки мацы, для приготовления начинки для супа. Считается, что евреи начали добавлять шарики мацы в суп, когда восточноевропейская кухня начала включать дамплинги в традиционные блюда, и евреи адаптировали их к своим диетическим ограничениям и кулинарным вкусам. Немецкие, австрийские и эльзасские евреи были первыми, кто приготовили кнейдлах для супа; ближневосточные евреи ввели дополнительные вариации. Ранний рецепт кнейдлах в супе, приготовленного на говяжьем бульоне, можно найти в книге «The Jewish manual, or, Practical information in Jewish and modern cookery» (1846 г.).

## Приготовление
Шмальц (куриный или гусиный жир) придаёт особый вкус, но многие современные повара предпочитают растительное масло или маргарин. Использование сливочного масла, хотя и приемлемо, нарушает кашрут, запрещающий употребление молока и мясных продуктов вместе, если шарики едят с куриным супом. В варианте парве в качестве основы супа используется овощной бульон. Шарики по размеру чуть меньше, чем шарики для пинг-понга, бросают в кастрюлю с подсоленной кипящей водой или супом, затем убавляют огонь до минимума и накрывают кастрюлю крышкой. Шарики набухают за время приготовления от 20 до 30 минут. Добавление кошерного разрыхлителя для легкости допустимо даже на Песах.
Хотя рецепт прост, существуют также готовые смеси для шариков из мацы, которые обычно добавляют во взбитое яйцо.
В суп для вкуса могут быть добавлены и другие ингредиенты: кукуруза, грецкие орехи.
Также кнейдлах могут подаваться в составе других еврейских блюд, например, чолнта.

## Мировые рекорды
В 2008 году Джои Честнат установил мировой рекорд по поеданию шариков мацы: 78 из ровно 3.+1 ⁄ унции (99 г) за 8 минут на первом благотворительном чемпионате мира по поеданию шариков мацы.
В 2010 году самый большой в мире шарик из мацы приготовил шеф-повар Джон Виртис из ресторана Shlomo and Vito’s New York City Delicatessen, расположенного в Тусоне, штат Аризона. Он создал шарик мацы весом 426 фунтов (193 кг) для Фестиваля еврейской кухни в Нью-Йорке. Ингредиентами были 57 кг мацы, 11 кг шмальца, более 1000 яиц и 9,1 кг)картофельного крахмала. Это побило предыдущий рекорд, установленный шеф-поваром Энтони Сильвестри из Noah’s Ark Deli приуроченному к благотворительному баскетбольному матчу, который весил 121 кг, имел длину 74 см и был сделан из «1000 яиц, 80 фунтов маргарина, 200 фунтов мацы и 20 фунтов куриной основы».